# Fini Henriques

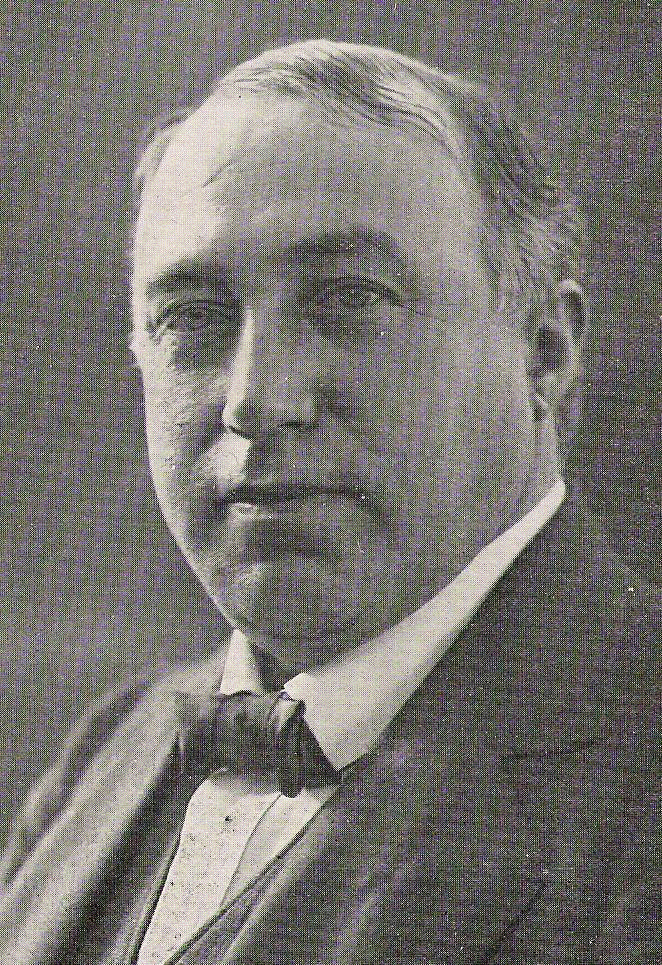
Fini Henriques

Fini Valdemar Henriques (* 20. Dezember 1867 in Kopenhagen; † 27. Oktober 1940 ebenda) war ein dänischer Komponist und Geiger.

## Leben
Fini Henriques war der Sohn des Generalstaatsanwalts Vilhelm Moritz Henriques (1828–1889). Henriques begann bereits als Kind unter der Anleitung seiner Mutter mit dem Klavierspiel und unter Anleitung eines Lehrers mit dem Geigenspiel, er galt als musikalisches Wunderkind. Im Alter von 20 Jahren hatte er privaten Geigenunterricht bei Valdemar Tofte, einem Schüler Louis Spohrs. Später war er Kompositionsschüler von Johan Svendsen und studierte ab 1888 bei Joseph Joachim und bei Woldemar Bargiel in Berlin. Nach seiner Heimkehr erhielt Henriques 1891 ein Stipendium, das nach Carl Andreas Ancker benannte Anckersche Legat, dieses ermöglichte ihm eine Studienreise durch Deutschland und Österreich.
Von 1892 bis 1896 war er Violinist in der königlichen Kapelle Kopenhagen, danach lebte er als freier Komponist und Solist. Er gründete ein Streichquartett und 1911 eine Gesellschaft für Kammermusik, die er Musiksamfundet nannte und zwanzig Jahre lang leitete. 1900 widmete ihm Johan Halvorsen seine Sarabande con variazioni, für Violine und Viola über ein Thema von Händel. Sowohl als Solist, wie auch als Dirigent führten ihn Konzertreisen durch die skandinavischen Länder, aber auch nach Berlin und Paris.
Henriques war Vorstandsmitglied des Verbandes dänischer Komponisten und Ritter des Dannebrogordens.

## Werk
Henriques komponierte unter anderem zwei Opern, zwei Ballette, Schauspielmusiken, zwei Sinfonien, drei sinfonische Dichtungen, Kammermusik, Klavierstücke und Lieder. 1895 komponierte er eine Romanze mit der Widmung: Meinem lieben Lehrer dem Herrn Professor Valdemar Tofte gewidmet, Romanze für Violine mit Accompagnement von Saitenintrumente Op. 12.